# Raport anarmonic
Raportul anarmonic sau biraportul este o noțiune fundamentală a geometriei proiective și se referă la modul cum sunt situate patru puncte coliniare, mai precis modul în care două din acestea împart segmentul determinat de celelalte două. O particularizare a acestui raport este cel prin diviziune armonică.

## Formule
Raportul anarmonic al perechilor de puncte (A, B) și (C, D) este definit ca fiind:
{\displaystyle (A,B;C,D)={\frac {\frac {\overline {CA}}{\overline {CB}}}{\frac {\overline {DA}}{\overline {DB}}}}}
Astfel, dacă punctele au coordonatele a, b, c, d, atunci biraportul are valoarea: